# Frédéric Ernwein
Frédéric Ernwein (1865-1952) est un magistrat alsacien et le président de l'Église protestante de la Confession d'Augsbourg d'Alsace et de Lorraine entre les deux guerres mondiales. À ce titre il a dû faire face aux nombreux problèmes nés de la réintégration des départements du Rhin et de la Moselle au sein de la République française.

## Biographie
Frédéric Ernwein est né le 29 août 1865, à Bouxwiller (Bas-Rhin), de Jacques Ernwein, 35 ans, boulanger et de son épouse Catherine Graff, 37 ans. À l'âge de sept ans, par l'effet du traité de Francfort, il devient automatiquement allemand. Après sa scolarité à Bouxwiller, il suit des études de droit à l'université impériale de Strasbourg, puis à Leipzig et entreprend une carrière de magistrat dans le Reichsland Elsass-Lothringen. Nommé assesseur le 12 mai 1892, il devient juge de bailliage à Vic-sur-Seille (Moselle) en 1895, juge de bailliage à Rosheim (Bas-Rhin) en 1898, juge à Strasbourg (Bas-Rhin) en 1906 et enfin conseiller à Colmar (Haut-Rhin) en 1912. Réintégré dans la nationalité française par le traité de Versailles, il est nommé le 27 décembre 1918 président du tribunal de première instance de Sarreguemines (Moselle).
Le 26 juin 1920, il est détaché auprès du président du conseil pour exercer la présidence du Directoire et du Consistoire supérieur de l'Église de la Confession d'Augsbourg d'Alsace et de Lorraine (ECAAL) et nommé à ces fonctions par décret du président de la République. Le 1er juillet 1927, il est nommé président du tribunal de première instance de Strasbourg et maintenu en position de détachement. Il est mis à la retraite, pour limite d'âge, le 19 août 1935 et admis à l'honorariat, mais reste président du Directoire de l'ECAAL jusqu'à sa démission en 1938.

## Action à la tête de l'Église luthérienne
Frédéric Ernwein succède au président Friedrich Curtius (1903-1914), un vieil-allemand démis de ses fonctions au début de la guerre pour avoir défendu l'usage de la langue française dans l'Église et à une commission directoriale provisoire présidée par le pasteur Charles Gérold. Il prend ses fonctions dans des conditions très délicates. Du fait des expulsions d'Allemands et de l'émigration d'Alsaciens germanophiles, la proportion de protestants en Alsace-Moselle est passée de 26% à 21% et 41 pasteurs ont franchi le Rhin, si bien qu'il n'y a plus qu'un poste pastoral sur trois encore occupé.
Assisté de son vice-président Frédéric Eccard, par ailleurs avocat et sénateur du Bas-Rhin, il fait face aux difficultés régionales qui impactent la vie de son Église : recrutement de pasteurs suisses pour remplacer les partants, défense du bilinguisme, conditions de l'enseignement religieux dans les écoles publiques. En 1924, de concert avec l'Église catholique et l'Église réformée, soutenu largement par la population, il défend avec succès le régime local des cultes contre la tentative du gouvernement Édouard Herriot d'introduire la loi de séparation de 1905 en Alsace et en Moselle. Enfin, il doit gérer le problème de l'autonomisme, mouvement politique auquel adhèrent nombre de protestants et même certains pasteurs.
Il fait adhérer l'ECAAL à la Fédération protestante de France, participe aux débuts de l’œcuménisme et assiste à la conférence du christianisme social à Stockholm en 1925.
Il meurt à Strasbourg le 5 novembre 1952.

## Famille
Il a épousé à Strasbourg, le 6 novembre 1895, Emma Ott (1872-1960), fille de Charles Frédéric Ott, ancien pharmacien à Hochfelden(Bas-Rhin). Le couple a eu trois enfants : Marthe (1898-1980), Robert Jules (1902-1977), dont postérité et Lucie.

## Distinctions
Frédéric Ernwein a été nommé chevalier de la Légion d'honneur le 17 janvier 1928. Il est noté dans la proposition du ministre de l'intérieur que « Franchement rallié à la cause française, M. Ernwein exerce une très heureuse influence sur son entourage et sur le nombreux clergé qui dépend de son Église ». La décoration lui fut remise le 7 février 1928 par le sénateur Frédéric Eccard, vice-président du Directoire de l'ECAAL, au siège de cette Église quai Saint-Thomas à Strasbourg.